# Холмс, Боб
Роберт Холмс (англ. Robert Holmes; 23 июня 1867 — 17 ноября 1955), более известный как Боб Холмс (англ. Bob Holmes) — английский футболист, защитник. Выступал за клуб «Престон Норт Энд» и национальную сборную Англии.

## Клубная карьера
Уроженец Престона (графство Ланкашир), Боб начал футбольную карьеру в местной команде «Престон Олимпик». В 1884 году стал игроком клуба «Престон Норт Энд». В сезоне 1887/88 его команда дошла до финала Кубка Англии, проиграв «Вест Бромвич Альбион». Однако уже следующий сезон стал триумфальным для «Престон Норт Энд». В 1888 году была основана Футбольная лига. Холмс дебютировал в ней 8 сентября 1888 года в матче против «Бернли», в котором «Престон Норт Энд» одержал победу со счётом 5:2 (на момент дебюта Холмсу был 21 год и 77 дней и он стал самым молодым игроком клуба в Футбольной лиге). Команда выиграла первый в истории сезон Футбольной лиги, не потерпев при этом ни одного поражения, а также выиграла Кубок Англии, обыграв в финальном матче «Вулверхэмптон Уондерерс» со счётом 3:0. Холмс провёл за команду все 22 матча в Футбольной лиге все 5 матчей в Кубке Англии. Благодаря сезону, пройденному без единого поражения, команда получила прозвище «Неуязвимые» (англ. The Invincibles).
В сезоне 1889/90 «Престон Норт Энд» вновь стал чемпионом Англии.
В 1898 году Холмс вместе с другими английскими футболистами (Джеком Беллом, Джоном Кэмероном и Джонни Холтом из «Эвертона», Джимми Россом из «Бернли», Джеком Деви из «Астон Виллы», Гарри Брэшо из «Ливерпуля», Джеймсом Макнотом из «Ньютон Хит», Билли Мередитом из «Манчестер Сити» и рядом других) основали профсоюз футболистов ассоциации (англ. Association Footballers' Union), ставший предшественником Профессиональной футбольной ассоциации (англ. Professional Footballers' Association, PFA), существующей по сей день. Холмс стал председателем профсоюза.
В мае 1900 года объявил о завершении карьеры профессионального футболиста, однако продолжал выступать как любитель. Свой последний из 300 матчей в лиге он провёл 26 декабря 1902 года против «Манчестер Сити».

## Карьера в сборной
7 апреля 1888 года дебютировал за сборную Англии в матче против сборной Ирландии, в котором англичане одержали победу со счётом 5:1.
В общей сложности провёл за сборную 7 матчей (на позициях правого хавбека, левого и правого защитника), 3 из них — в качестве капитана.

#### Список матчей за сборную
| № | Дата          | Стадион                          | Соперник  | Результат | Турнир                  |
| - | ------------- | -------------------------------- | --------- | --------- | ----------------------- |
| 1 | 7 апреля 1888 | «Баллинафей Парк», Белфаст       | Ирландия  | 5:1       | Домашний чемпионат 1888 |
| 2 | 6 апреля 1891 | «Ивуд Парк», Блэкберн            | Шотландия | 2:1       | Домашний чемпионат 1891 |
| 3 | 2 апреля 1892 | «Хэмпден Парк», Глазго           | Шотландия | 4:1       | Домашний чемпионат 1892 |
| 4 | 13 марта 1893 | «Виктория Граунд», Сток-он-Трент | Уэльс     | 6:0       | Домашний чемпионат 1893 |
| 5 | 1 апреля 1893 | «Ричмонд Атлетик Граунд», Лондон | Шотландия | 5:2       | Домашний чемпионат 1893 |
| 6 | 3 марта 1894  | «Солитьюд», Белфаст              | Ирландия  | 2:2       | Домашний чемпионат 1894 |
| 7 | 9 марта 1895  | «Каунти Крикет Граунд», Дерби    | Ирландия  | 2:2       | Домашний чемпионат 1895 |

Итого: 7 матчей / 0 голов; 6 побед, 1 ничья, 0 поражений.

## Достижения
«Престон Норт Энд»
- Чемпион Англии (2): 1888/89, 1889/90
- Обладатель Кубка Англии: 1888/89
- Финалист Кубка Англии: 1887/88
- Обладатель Большого кубка Ланкашира (4): 1886/87, 1892/93, 1894/95, 1899/1900

Сборная Англии
- Победитель Домашнего чемпионата (5): 1887/88, 1890/91, 1891/92, 1892/93, 1894/95

## Бейсбол
Холмс также профессионально играл в бейсбол: он был питчером бейсбольного клуба «Престон Норт Энд».

## После завершения карьеры игрока
Работал футбольным тренером в любительской сборной Англии, а также в клубах «Брэдфорд Сити» и «Блэкберн Роверс». В сезоне 1911/12, когда «Блэкберн Роверс» стал чемпионом, Холмс был в тренерском штабе клуба. Позднее тренировал женские футбольные команды.
Умер в ноябре 1955 года в возрасте 88 лет. До того момента он был последним выжившим игроком из команды «неуязвимых», выигравших «дубль» в сезоне 1888/89.
В 2005 году золотая медаль Боба Холмса как члена тренерского штаба «Блэкберн Роверс» в сезоне 1911/12 была продана на лондонском аукционе «Кристис» за 3360 фунтов стерлингов.